# 先鋒堆 (六堆)
先鋒堆，六堆之一，為朱一貴事件發生後到西元1895年的乙未戰爭之間存在於屏東平原的一自衛組織。

## 範圍

六堆分布圖，灰色部分為先鋒堆。

在清治時期包含港東上里的萬巒庄、四溝水庄、五溝水庄等，分別為日治時代的萬巒庄轄下的萬巒、四溝水、五溝水三個大字。

## 組織
每堆設總理與副總理各一名外，持旗之正副旗手二人、率隊之正副先鋒二人、專司聯絡的長幹一人、專司備糧事務的督糧一人。

## 轄庄沿革

### 光緒年間
萬巒庄、三溝水、五溝水、番仔角、大林庄、頭溝水、二溝水、四溝水、鹿寮下、硫磺崎、新庄仔等十一庄。

### 明治年間
萬巒、新庄仔、鹿寮、下硫磺崎、上硫磺崎、頭溝水、二溝水、四溝水、五溝水、鼎興、糖廍、大林、流唐等十三庄。

### 昭和年間
萬巒、頭溝水、二溝水、三溝水、四溝水、五溝水、高岡、大林、鹿寮下、硫磺崎、得勝、成德等十二庄。

### 附堆
另外六堆後期發展出「附堆」組織，緣由是客家聚落發展飽和，部分客家人被迫遷往閩南庄，但基於同鄉情誼仍會互相援助，乃出現附堆組織，如先鋒堆的附堆有潮州、八老爺、力社、加左、林後、苦瓜寮、四塊厝等七庄。